# Општина Шелару (Дамбовица)
Шелару (рум. Şelaru) општина је у Румунији у округу Дамбовица.
Oпштина се налази на надморској висини од 152 m.